# Sveučilište u Banjoj Luci
Sveučilište u Banjoj Luci, odnosno Univerzitet u Banjoj Luci (lat. Universitas Studiorum Bania Lucensis) je državno sveučilište sa sjedištem u Banjoj Luci, osnovano 1975. Drugo je po veličini sveučilište u Bosni i Hercegovini te drugo po starosti. Vodeća je institucija visokog obrazovanja u Republici Srpskoj.
Sveučilište čini 16 fakulteta, Akademija umjetnosti i Institut za genetičke resurse, s preko 100 različitih studijskih programa i smjerova. Trenutno na Sveučilištu studira oko 15 000 studenata iz Bosne i Hercegovine i iz inozemstva. Član je Europske udruge sveučilišta (EUA-e) i potpisnik Velike povelje sveučilišta (Magna Charta Universitatum).

## Povijest

### Nastanak; 1975. – 1985.
Sveučilište u Banjoj luci osnovano je 7. studenoga 1975. godine, a njegovom osnivanju prethodilo je formiranje nekoliko viših škola i fakulteta na ovom prostoru. Prilikom osnivanja u sastavu Sveučilišta bilo je pet fakulteta: Elektrotehnički, Tehnološki, Strojarski, Pravni i Ekonomski i tri više škole. Tijekom četiri godine, ti odjeli postali su samostalni fakulteti. Prije formiranja Sveučilišta, na višim školama i fakultetima u Banjoj Luci studiralo je 4952 studenta, a prve godine postojanja bilo je 7079 studenata, od čega je bilo 3445 redovnih.[nedostaje izvor] Godine osnivanja na prvu godinu I. ciklusa upisano je 2356 studenata.[nedostaje izvor] Izgradnjom Sveučilišnog centra, s 12 000 kvadratnih metara korisnog prostora, završena je prva faza izgradnje objekata i njihovo opremanje za potrebe fakulteta. 
Na fakultetima i višim školama je do 1985. godine u stalnom radnom odnosu bilo 153 profesora i 91 asistent, dok su 82 profesora i 41 asistent bili u dopunskom radnom odnosu. Od 11. ožujka 1976. godine, kad je obranjena prva doktorska disertacija pa do kraja 1984. godine, zvanje doktora na Sveučilištu u Banjoj Luci steklo je 13 kandidata, a magistarske teze obranila su 23 kandidata. U ovom razdoblju objavljeno je 4089 znanstvenih radova, 123 skripte, 47 sveučilišnih udžbenika i 95 stručno-znanstvenih knjiga.

### Prijeratno i ratno razdoblje; 1985. – 1995.
Period razvoja Sveučilišta od 1985. do 1992. godine bio je prilično specifičan i obilježile su ga izražene društvene i ekonomske promjene u tadašnjoj SFR Jugoslaviji. Konstantno se povećavao broj novoupisanih studenata i došlo je i do usmjerenja studenata k tehničkim znanostima, a bitno se smanjio i broj izvanredovnih studenata. Uspostavljena je suradnja sa sveučilištima u Bitoli, Prištini, Osijeku i Mariboru te s ostala tri sveučilišta u Bosni i Hercegovini. Sveučilište je od prosinca 1989. godine član Rektorske konferencije „Alpe-Jadran“, a uspostavljena je veza s više sveučilišta u inozemstvu. Period razvoja Sveučilišta od 1992. do 1996. godine obilježili su opća društvena kriza, rat u Bosni i Hercegovini i raspad SFR Jugoslavije, formiranje Republike Srpske i poslijeratna društveno-ekonomska kriza. Posljedice rata znatno su otežale rad i razvoj Sveučilišta u Banjoj Luci, no i u ovom je razdoblju osnovano nekoliko fakulteta.

### Poslijeratno razdoblje; 1995. – 2003.
Početkom školske 1995./96. godine, u stalnom radnom odnosu na Sveučilištu bilo je zaposleno 69 profesora, 69 docenata, 52 viša asistenta i 58 asistenata. S drugih sveučilišta, a najviše iz Savezne Republike Jugoslavije, honorarno je bio zaposlen 351 profesor i suradnik.[nedostaje izvor] Povećanje broja honorarno angažiranih profesora i suradnika bilo je uvjetovano otvaranjem novih fakulteta, odsjeka i smjerova za koje su bili potrebni stručnjaci užih specijalnosti.
Posebne poteškoće u izvođenju nastave pričinjavali su zagrijavanje prostorija, nedostatak materijala za izvođenje vježbi, nedostatak električne energije, literature i dr.
Sveučilište je ostvarilo različite oblike suradnje sa Sveučilištem u Istočnom Sarajevu i sa sveučilištima u Saveznoj Republici Jugoslaviji, a kasnije i s ostalim sveučilištima u Bosni i Hercegovini, Hrvatskoj, Makedoniji i Sloveniji. Međunarodna suradnja ostvarena je i sa sveučilištima iz Grčke, Bugarske, Španjolske, Italije, Francuske, Austrije, Ujedinjenog Kraljevstva, SAD, Rusije, Njemačke, Švicarske, Belgije, Nizozemske i Norveške.

### (Međunarodna) integracija i reforme; 2003. – 2013.
Bosna i Hercegovina potpisala je Bolonjsku deklaraciju 2003. godine, a Sveučilište u Banjoj Luci prijavilo se za sudjelovanje u programu Institucijske evaluacije Europske udruge sveučilišta (EUA – Institutional Evaluation Programme). Zakonom o visokom obrazovanju Republike Srpske 2010. uspostavljena su načela visokog obrazovanja u Republici Srpskoj u skladu s Bolonjskom deklaracijom i europskim standardima. Zakonom je predviđeno usvajanje četiriju ključnih načela Bolonjske deklaracije: uvođenje europskog sustava prijenosa bodova – ECTS, uvođenje strukture studija koja podrazumijeva tri ciklusa, promoviranje mobilnosti nastavnog osoblja i studenata i uvođenje sustava usporedivih diploma.
Ministarstvo odbrane Republike Srpske i Sveučilište u Banjoj Luci 19. listopada 2004. potpisali su Ugovor o prijenosu prava raspolaganja i korištenja zemljišta i objekata, a Vlada Republike Srpske i Sveučilište 22. ožujka 2006. godine aneks ugovora. Time su zemljište i objekti vojarne „Rajko Balać” pretvoreni u novi kampus, Sveučilišni grad, u koji su se preselili Rektorat i nekoliko članica Sveučilišta.
Od akademske 2007./08. počela je primjena Bolonjskog procesa u nastavi na svim studijskim programima, iako su u tom pravcu neki fakulteti krenuli i ranije. Usvojen je trostupanjski sustav studiranja i uveden je ECTS sustav vrednovanja predmeta i ukupnog opterećenja studenta, kao i princip godišnjeg opterećenja studenta do 60 ECTS. Osim što su grupirane znanstvena područja, donesena je odluka da se svi nastavni predmeti grupiraju u uža znanstvena područja kojima pripadaju, bez obzira na to na kojem se fakultetu izvode. Nakon toga je pojedinim fakultetima dodijeljena matičnost za pojedina znanstvena/umjetnička područja, kako bi bili odgovorni za sva pitanja u vezi s njima. Sveučilište je od 2007. godine integrirano s fakultetima kao organizacijskim jedinicama. Rektorat Sveučilišta čine: Kabinet rektora, Tajništvo, Ured za znanstveno-istraživački rad i razvoj, Ured za nastavu i studentska pitanja, Ured za međunarodnu i međusveučilišnu suradnju i Ured za ljudske i materijalne resurse. U sastavu Rektorata djeluju i Sveučilišni računarski centar (osnovan 1991.), Centar za poduzetništvo i transfer tehnologija (osnovan 2009.) i Konfucijev institut (osnovan 2018.).
Od 13. travnja 2011. godine Sveučilište u Banjoj Luci je punopravni član Europske udruge sveučilišta.
Sveučilište u Banjoj Luci je 2013. godine akreditirano i upisan u Registar visokoškolskih ustanova koji se vodi u Agenciji za razvoj visokog obrazovanja i osiguranje kvaliteta. Sveučilište je 26. ožujka 2019. godine reakreditirano.

## Fakulteti
Sa svojih 17 fakulteta, Sveučilište u Banjoj Luci broji 111 studijskih programa i smjerova na sva tri ciklusa studija.
| - Prirodoslovno-matematički fakultet - Biologija - Geografija - Kemija - Fizika - Matematika i informatika - Ekologija i zaštita životne sredine - Prostorno planiranje i održivi razvoj - Tehnički odgoj i informatika - Arhitektonsko-građevinsko-geodetski fakultet - Arhitektura - Građevinarstvo - Geodezija - Arhitektura i urbanizam - Energetska efikasnost u zgradarstvu - Elektrotehnički fakultet - Računarstvo i informatika - Elektronika i telekomunikacije - Elektroenergetika i automatika - Elektroenergetski i industrijski sustavi - Digitalno emitiranje i širokopojasne tehnologije - Mašinski fakultet - Proizvoljno strojarstvo - Energetsko i prometno strojarstvo - Mehatronika - Industrijsko inženjerstvo - Zaštita na radu - Konstrukcijsko strojarstvo - Rudarski fakultet - Rudarstvo - Geološko inženjerstvo - Inženjerstvo zaštite životne sredine - Medicinski fakultet - Medicina - Dentalna medicina - Farmacija - Primaljstvo - Fizioterapija - Medicinsko-laboratorijska dijagnostika - Radiološka tehnologija - Sanitarno inženjerstvo - Sestrinstvo - Šumarski fakultet - Poljoprivredni fakultet - Biljna proizvodnja - Animalna proizvodnja - Agrarna ekonomija i ruralni razvoj - Očuvanje i održiva upotreba genetičkih resursa | - Ekonomski fakultet - Ekonomija i poslovno upravljanje - Poslovna informatika - Financije, bankarstvo i osiguranje - Računovodstvo i revizija - Financijsko upravljanje, računovodstvo i revizija - Financije i revizija javnog sektora - Međunarodna ekonomija - Poslovna ekonomija - Menadžment i poduzetništvo - Aktuarstvo - Upravljanje kulturnim nasljeđem i kulturnim turizmom - Menadžment u turizmu i hotelijerstvu - Ekonomska analiza i politika - Pravni fakultet - Građansko pravo - Međunarodno pravo - Krivično pravo - Poslovno pravo - Državno pravo - Upravno pravo - Radno i socijalno pravo - Pravno-istorijske studije - Pravno-ekonomski modul - Fakultet političkih znanosti - Političke znanosti - Socijalni rad - Primijenjena sociologija - Novinarstvo i komunikologija - Fakultet sigurnosnih znanosti - Sigurnost i kriminalistika - Upravljanje sigurnosnim rizicima prihodnih katastrofa - Ekološka sigurnost - Fakultet tjelesnog odgoja i sporta - Sport - Tjelesni odgoj - Filozofski fakultet - Filozofija - Psihologija - Pedagogija - Povijest - Učiteljski studij - Predškolski odgoj - Filološki fakultet - Srpski jezik i književnost - Engleski jezik i književnost - Njemački jezik i književnost - Talijanski jezik i književnost - Francuski jezik i književnost i latinski jezik - Ruski i srpski jezik i književnost - Romanistika - Sinologija - Metodika nastave stranih jezika i književnosti - Francuski jezik i književnost - Ruski jezik i književnost - Filologija - Akademija umjetnosti - Muzičke umjetnosti - Kompozicija - Dirigiranje - Muzička teorija i pedagogija - Etnomuzikologija - Solo pjevanje - Instrumenti s tipkama - Gudački instrumenti - Puhački instrumenti - Trzalački instrumenti - Komorna glazba - Likovne umjetnosti - Slikarstvo i intermedijalna umjetnost - Grafički dizajn - Grafika - Dramske umjetnosti - Gluma - Kazališna režija - Dramaturgija - Produkcija - Film i TV |